# Jonathan Guinness, 3. Baron Moyne
Jonathan Bryan Guinness, 3. Baron Moyne (* 16. März 1930) ist ein britischer Peer, Unternehmer und Politiker.

## Leben und Karriere
Guinness ist der älteste Sohn von Bryan Guinness, 2. Baron Moyne. Seine Mutter Diana Mitford ließ sich 1934 von ihrem Mann scheiden und war zunächst die Geliebte, später dann die Ehefrau von Sir Oswald Mosley. Er besuchte zunächst das Eton College und studierte dann an der University of Oxford.
Er arbeitete zunächst als Journalist, später dann als Finanzberater. Außerdem war er von 1960 bis 1988 Mitglied des Vorstandes des Familienkonzerns Guinness. Von Juni 1972 bis März 1974 war er Vorsitzender des Monday Club, einer der Conservative Party nahestehenden, an deren rechten Rand angesiedelten Interessenvertretung, so dann bis Ende 1990 dessen stellvertretender Vorsitzender.
Beim Tod seines Vaters am 6. Juli 1992 erbte er dessen Titel Baron Moyne, einschließlich des damit verbundenen Sitzes im House of Lords. Seine Antrittsrede vor dem Parlament hielt er am 20. Oktober 1992. Er verlor seinen erblichen Parlamentssitz mit dem House of Lords Act 1999. Guinness ist auch Autor mehrerer Bücher.
Guinness war zweimal verheiratet, seine zweite Frau verstarb 2005. Er hat zwei Söhne und eine Tochter aus erster Ehe und einen Sohn und eine weitere Tochter aus zweiter Ehe. Mit einer langjährigen Geliebten hat er drei weitere Kinder.